# زرخان
زرخان (به لاتین: Zar Khan) یک منطقهٔ مسکونی در افغانستان است که در ولایت بدخشان واقع شده‌است.